# Олива, Крис
Кристофер «Крис» Майкл Олива (англ. Christopher «Criss» Michael Oliva; 3 апреля 1963, Помптон-Плейнс, Нью-Джерси, США — 17 октября 1993, Флорида) — американский гитарист, один из основателей американской хеви-метал группы «Savatage».

## Биография
Крис родился в американском городке Помптон-Плэйн округ Моррис штата Нью-Джерси в семье из четырёх детей, где он был самым младшим.
Пока Крис был маленьким, его семья часто переезжала, прежде чем окончательно осесть во Флориде. Во время недолгой остановки в штате Калифорния Крис открыл для себя музыку, которую он решил сделать своим призванием лишь во Флориде. Он проводил много времени снимая гитарные партии с записей которые слушал и когда что-то не мог разучить, то импровизировал, что позже помогло обрести ему собственный стиль.

## Истоки
Любимыми музыкантами Криса были Майкл Шенкер, в особенности его игра в «UFO» и «Michael Schenker Group». Крис также отмечал влияние на него Алекса Лайфсона из «Rush», Эдди Ван Халена и Рэнди Роудса.

## Savatage
Крис и его старший брат Джон основали свою первую группу «Avatar» в 1978 году на обломках двух распавшихся команд — «Tower» и «Alien». В 1980 году дуэт встретился с ударником Стивом Вахольцем, с которым братья стали джеммовать в лачуге по прозвищу «яма» за домом семьи Олива. За свою жёсткую манеру исполнения на ударных братья дали Стиву прозвище «Доктор Убийственные Ударные» или просто «Док», которое сохранилось за ним на протяжении всей его карьеры.
В течение последующих нескольких лет ребята штурмовали клубные площадки Тампы и Клируотер пока в 1981 году к ним не присоединился басист Кит Коллинз. До этого игру на бас-гитаре и пение совмещал Джон Олива. В 1982 году музыканты выпустили мини-альбом на звукозаписывающей компании «Par Records».
Для того чтобы избежать путаницы и судебных тяжб с уже существующей группой «Avatar», Крис и его жена Дан придумали новое название для группы — «Savatage», которое они получили путём скрещивания слов «Savage» и «Avatar». Новоиспеченная группа выпустила два своих первых альбома на «Par Records», предоставляя своим слушателям коктейль из нескольких музыкальных стилей.
В 1985 году группа подписала контракт с «Atlantic Records», в рамках которого в 1987 году выпустила альбом «Hall of the Mountain King», записанный при помощи продюсера Пола О’Нила. Крис своим уникальным стилем игры получил множество новых поклонников, в том числе Дэйва Мастейна из «Megadeth», с которыми «Savatage» гастролировали в поддержку нового альбома. Мастейн был настолько впечатлён игрой Криса, что когда из «Megadeth» в 1989 году ушёл Джефф Янг, попросил своего гитарного техника Дэна Кэмпбелла, который являлся лучшим другом Криса, предложить музыканту занять вакантное место. Крис отклонил предложение и продолжил выступать со своим братом и «Savatage». Роль второго гитариста в «Megadeth» в итоге досталась Марти Фридману. «Savatage» же продолжили выпуском альбома «Gutter Ballet» в 1989 году, некоторые части которого Джон Олива написал в то время пока проходил лечение в реабилитационном центре. Величайшим достижением Криса и его группы стал выпуск альбома «Streets: A Rock Opera», получившим впоследствии платиновый статус.

## Личная жизнь
Крис был женат на своей школьной подруге Дан Хопперт, с которой был знаком с момента учёбы в средней школе.

## Смерть
17 октября 1993 года, примерно в 3:30 утра, Крис и его жена Дан ехали на север по шоссе 301 направляясь на Fourth Annual Livestock Festival, который проходил в Зефирхиллсе (Флорида), к северу от Тампы. Встречный автомобиль, управляемый пьяным водителем, пересёк двойную сплошную линию и ударил автомобиль Криса — «Мазду» RX-7 1982 — лоб в лоб, убив музыканта на месте. Пьяный водитель, у которого было семь привлечений за езду в нетрезвом виде, выжил с незначительными травмами и позже был признан виновным в непредумышленном убийстве, получив пятилетний срок.
Могила Криса находится в Curlew Hills Memorial Gardens в Палм-Харбор (штат Флорида). Специальный мемориальный концерт состоялся 23 ноября 1993 года, на котором играли оставшиеся члены «Savatage», в том числе старший брат Джон, который вернулся на одну ночь раньше, составляя специальный сет. Группа играла без гитариста, вместо этого они решили оставить белый «Stratocaster» с розами, который напоминал заднюю обложку альбома «Streets» в том месте, где обычно стоял Крис. Потеря гитариста почти положила конец «Savatage», но в первые годы существования группы братья Олива заключили соглашение, что если один из них погибнет, другой должен продолжить выступать с группой в память о брате (хотя некоторые бывшие участники группы считают, что это выдумка). Впоследствии, Джон решил продолжить работать с группой.
Когда отца Криса спросили о сыне он сказал: «Он жил ради гитары» и, чтобы подчеркнуть это, добавил «Когда я приходил к нему в гости, что бы он ни делал, говорил по телефону или ужинал, в его руках всегда была гитара».

## Влияние
Трэш металл группа «Overkill» посвятила памяти Криса свою песню «R.I.P. (Undone)» в альбоме 1994 года «W.F.O.».
Хэви металл группа «Vicious Rumors» посвятила памяти Крису композицию «Thunder and Rain Pt. 2» в альбоме 1994 года «Word of Mouth».

## Оборудование
В начале карьеры Крис использовал гитары «Fender Stratocaster». К середине 1980-х годов играл на гитарах ныне несуществующей фирмы «Kramer Guitars». В конце 80-х Крис играл на гитарах «Jackson Guitars» и «Charvel Guitars». Крис также использовал гитары «Gibson Les Paul» в студии.
Его любимой гитарой была ESP с прозрачной голубой отделкой и нарисованной на ней горгульей, которую он называл «Горгулья Гитара».